# Лопазновское сельское поселение
Лопазновское се́льское поселе́ние — муниципальное образование в Сладковском районе Тюменской области Российской Федерации.
Административный центр — село Лопазное.

## История
Статус и границы сельского поселения установлены Законом Тюменской области от 5 ноября 2004 года № 263 «Об установлении границ муниципальных образований Тюменской области и наделении их статусом муниципального района, городского округа и сельского поселения». 7 октября 1999 года была упразднена деревня Дубровное.

## Население
| 2010 | 2011 | 2012 | 2013 | 2014 | 2015 | 2016 |
| ---- | ---- | ---- | ---- | ---- | ---- | ---- |
| 868  | ↘864 | ↘849 | ↘823 | ↘791 | ↘758 | ↘721 |
| 2017 | 2018 | 2019 | 2020 | 2021 |      |      |
| ↘681 | ↘662 | ↘647 | ↘631 | ↘582 |      |      |

## Состав сельского поселения
| № | Населённый пункт | Тип населённого пункта       | Население |
| - | ---------------- | ---------------------------- | --------- |
| 1 | Гуляй-Поле       | деревня                      | 107       |
| 2 | Лопазное         | село, административный центр | 564       |
| 3 | Новоказанка      | село                         | 197       |